# Schlacht um Przasnysz
1914

Ostpreußische Operation (Stallupönen, Gumbinnen, Tannenberg, Masurische Seen) – Galizien (Kraśnik, Komarów, Gnila Lipa, Lemberg,
Rawa Ruska) – Przemyśl – Weichsel – Krakau – Łódź – Limanowa–Lapanow – Karpaten
1915

Humin – Masuren – Zwinin – Przasnysz – Gorlice-Tarnów – Bug-Offensive – Narew-Offensive – Großer Rückzug – Nowogeorgiewsk – Rowno – Swenziany-Offensive
1916

Naratsch-See – Brussilow-Offensive – Baranowitschi-Offensive
1917

Aa – Kerenski-Offensive (Zborów) – Tarnopol-Offensive – Riga – Unternehmen Albion
1918

Operation Faustschlag – Krim
Die Erste Schlacht um Przasnysz (in der russischen Literatur als Prasnyschskaja Operazija bezeichnet) wurde während des Ersten Weltkrieges vom 18. Februar bis 26. März 1915 an der Ostfront ausgetragen. Die deutsche Oberste Heeresleitung versuchte dabei durch ein Vorgehen zum Narew, eine bessere Verteidigungsstellung zum Schutz der südlichen Reichsgrenze in Ostpreußen aufzubauen.
Zeitgleich wurde an der östlichen Grenze von Ostpreußen durch die deutsche 8. und 10. Armee die Winterschlacht in Masuren im Raum nördlich von Augustów ausgekämpft. Die Armeegruppe Gallwitz hatte zur Bindung der russischen Kräfte am Narew vorzugehen. Beim Ringen um den Besitz der Stadt Przasnysz waren vom 24. bis 27. Februar 1915 auf beiden Seiten über 100.000 Soldaten an Verlusten zu beklagen. Sie endete mit dem deutschen Rückzug auf die Ausgangsstellung und brachte den russischen Truppen einen taktischen Erfolg.

## Vorgeschichte

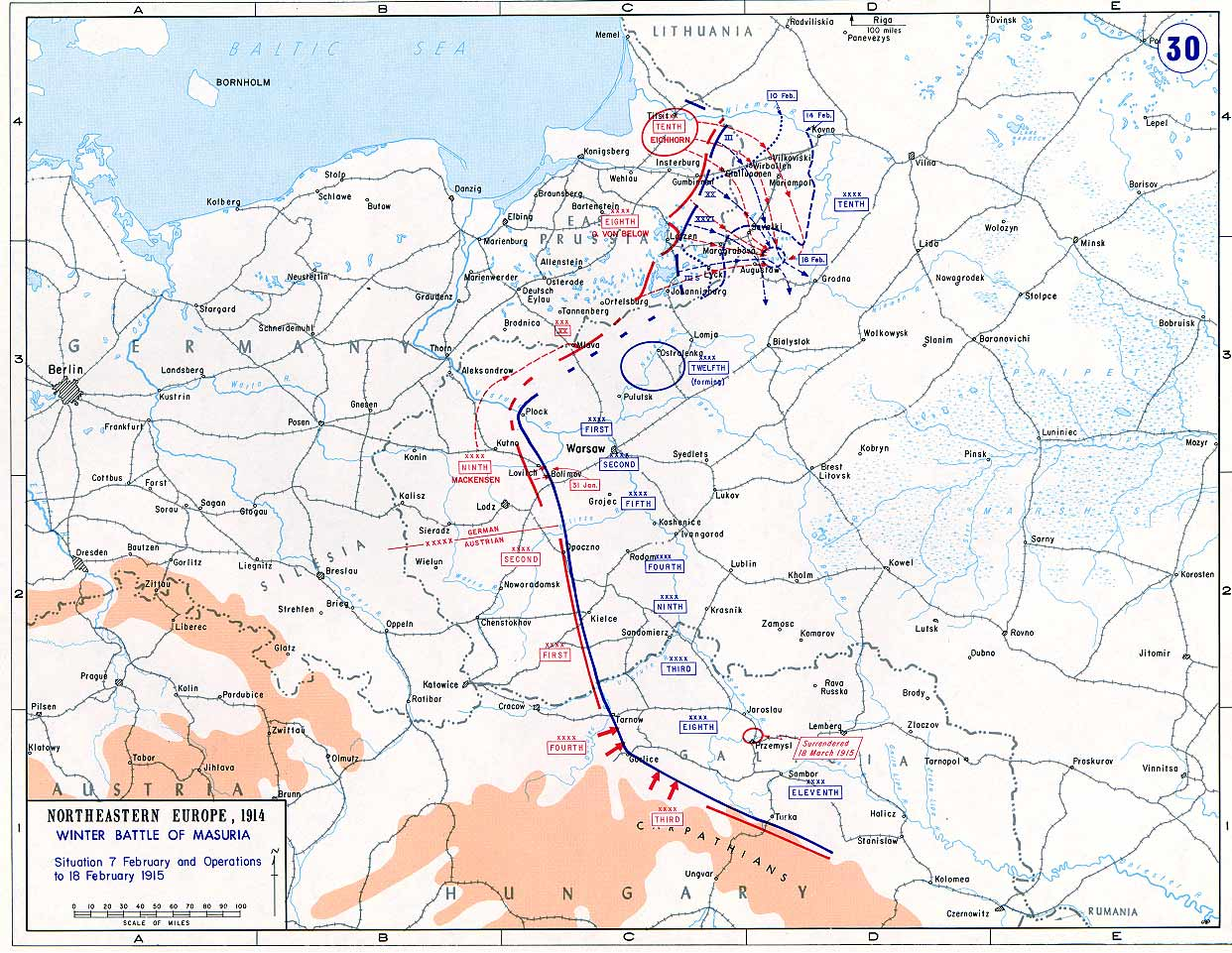
Ausgangslage vor der Schlacht

Nach der Schlacht bei Tannenberg und der Schlacht an den Masurischen Seen waren beide Gegner Ende September 1914 an der Grenze Ostpreußens zum Stellungskrieg übergegangen. Der erste deutsche Vorstoß in Richtung auf Warschau scheiterte Ende Oktober in der Schlacht an der Weichsel.
Nach der Schlacht um Łódź beschloss die deutsche Oberste Heeresleitung (OHL) den Angriff in Richtung auf Warschau zu erneuern, um einen erwarteten russischen Angriff auf Thorn zuvorzukommen. Am 15. Februar 1915 erhielt das I. Reserve-Korps den Befehl seine Stellung bei Mława aufzugeben und wurde der Armeegruppe Gallwitz in der Nähe von Willenberg unterstellt.
Bis zum 20. Februar waren starke russische Streitkräfte östlich von Łomża aufmarschiert: Bei Przasnysz war das turkestanische Korps, bei Ciechanów das XIX. Armeekorps, bei Pułtusk das 1. sibirische Korps und bei Ostrołęka das 2. sibirische Korps konzentriert, um zwischen der deutschen 8. und 10. Armee in Richtung auf Thorn durchzubrechen.

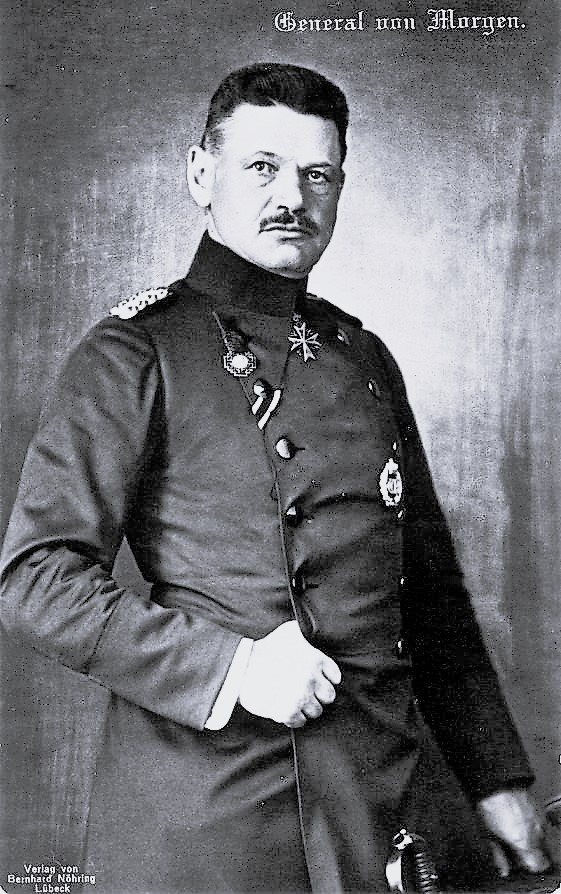
General Curt von Morgen

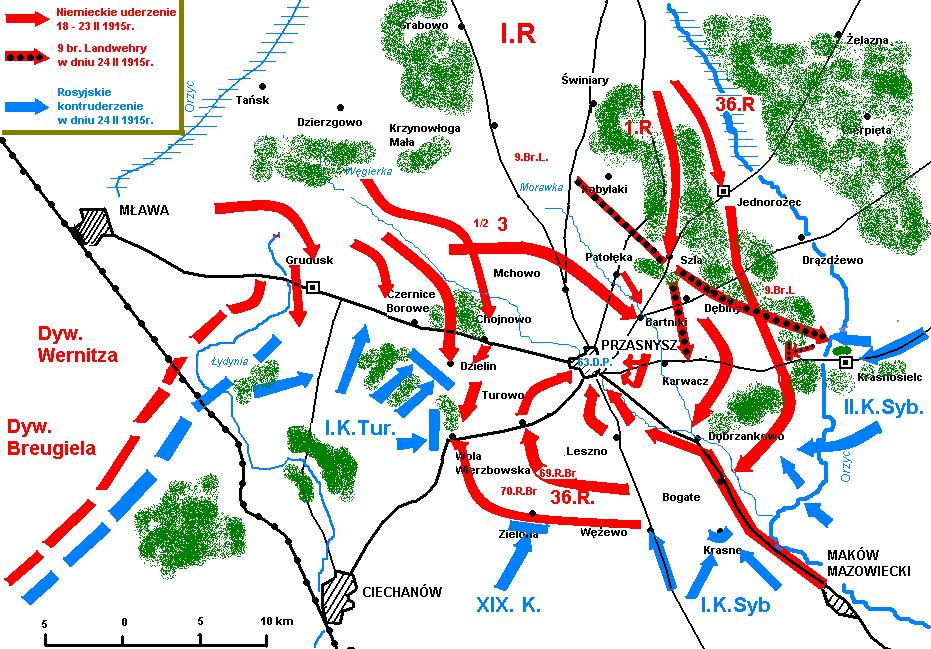
Erste Angriffsphase zwischen 18. und 24. Februar 1915

## Erste Angriffsphase
Am 18. Februar überschritt der Kommandierende General Curt von Morgen bei Chorzele erneut die Reichsgrenze. Ursprünglich war vorgesehen, Przasnysz östlich zu umgehen, den Ort dann einzuschließen um dann südlich auf die anstürmenden russischen Verbände zu wirken. Dennoch entschloss sich General von Morgen, den Ort frühzeitig zu nehmen, um sich zur Verbesserung seines Nachschubs in den Besitz des Straßenknotenpunktes zu bringen. Für diese Aufgabe war die 1. Reserve-Division unter Generalleutnant Sigismund von Förster vorgesehen, während die 36. Reserve-Division unter Generalleutnant Kruge das Vorgehen nach außen hin deckte.
Der deutschen Front standen im Süden gegenüber: die russische 1. Armee unter General der Kavallerie Alexander Litwinow mit zehneinhalb Divisionen den deutschen Angriffstruppen zahlenmäßig weit überlegen:
- I. Turkestanische Korps (General Scheideman mit 1., 2. und 3. Turkestan. Infanterie-Brigade und sibirischer 11. Schützen-Division)
- XIX. Armeekorps (General der Infanterie Gorbatowski mit 17., 38. Infanterie- und 63. Reserve-Division)
- 14. Kavallerie-Division (General Erdeli) des I. Kavalleriekorps (General Oranowski).
- Vom Süden von Makow her war zusätzlich das I. Sibirische Armeekorps (Generalleutnant Pleschkow mit 1. und 2. sibirischer Schützen-Division) her im Anmarsch.
- Das II. Sibirische Armeekorps (Generalleutnant Sytschewski mit 4. und 5. sibirischer Schützen-Division) der russischen 12. Armee (General der Kavallerie Plehwe) griff erst später in die Kämpfe ein.

Das am rechten Flügel der Armeegruppe Gallwitz angesetzte Korps „Zastrow“ stand in schweren Kämpfen mit der 11. sibirischen Division und dem I. Turkestanischen Korps. Die Masse der 1. und 36. Reserve-Division umschloss inzwischen die Stadt, wobei die 72. Reserve-Infanterie-Brigade von Norden und Osten, die 1. Reserve-Infanterie-Brigade ihren Hauptangriff von Südosten führte. Am 23. Februar schickte General Morgen einen Bewohner aus Szla zum russischen Kommandanten von Przasnysz, mit der Aufforderung zur Übergabe, um weiteres Blutvergießen zu vermeiden. Die bald darauf erteilte Antwort war negativ, da sich dieser zu einem solchen Schritt nicht ermächtigt sah. Am Folgetag, dem 24. Februar wurde vom Reserve-Infanterie-Regiment Nr. 21 neue vom Osten anrückende Feindkräfte festgestellt, das 2. Sibirisches Korps griff in die Schlacht ein. General von Morgen drängte darauf zur Eile und befahl der 1. Reserve-Division Przasnysz unter Feuer zu nehmen. Dabei wurde besonders der Kirchhof und die am Südostausgang gelegene Kaserne schwer getroffen.
Die 9. Landwehr-Brigade sicherte im Osten am Orzyc-Abschnitt vorerst alleine, gegenüber dem noch nicht entfalteten 2. sibirischen Korps, erhielt aber die Zusage einer baldigen Verstärkung durch eine Brigade der 3. Division und der nordöstlicher stehenden die 6. Kavallerie-Division.

### Wechselvoller Kampf um Przasnysz 24. bis 27. Februar 1915

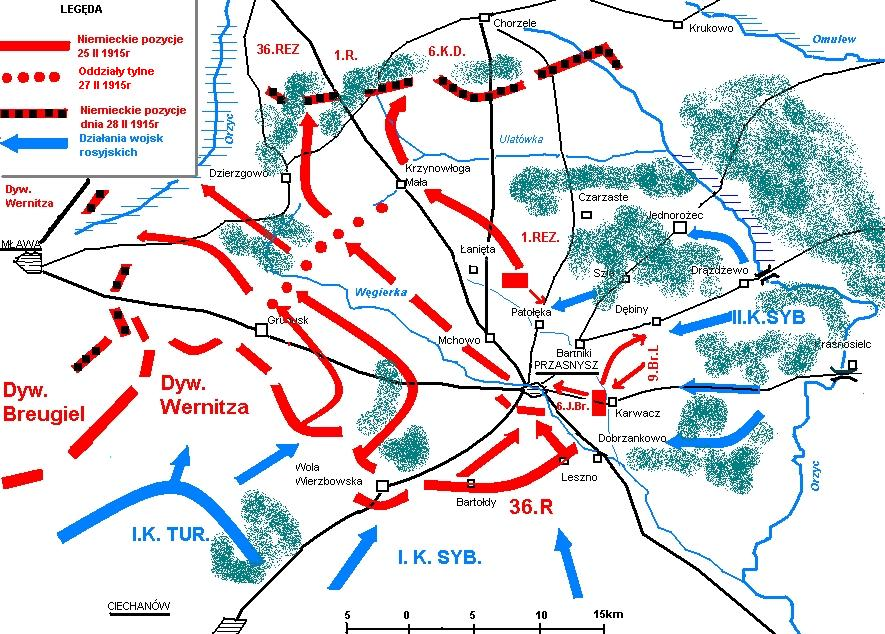
Der russische Gegenstoß bei Przasnysz, Lage zwischen dem 25. und 28. Februar 1915

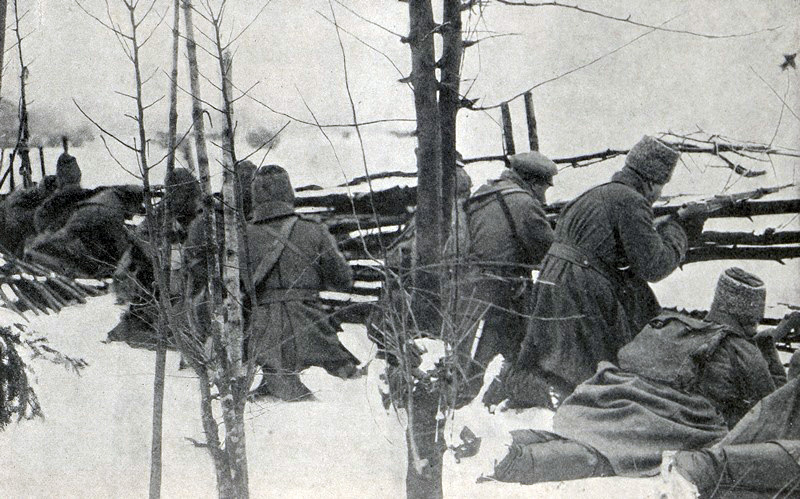
Russische Verteidiger von Przasnysz

Am 24. Februar, gegen 16 Uhr befahl der Kommandeur der 1. Reserve-Division, Generalleutnant von Förster, die Stadt zu stürmen und zu erobern. Die russische 63. Reserve-Division verlor dabei etwa 10.000 Gefangene, 36 Geschütze, 14 Maschinengewehre, eine Fahne, 500 Pferde. Dem Kommandanten der Stadt, der vergeblich auf diesen Entsatz gewartet hatte, ließ man als Zeichen der militärischen Anerkennung, seinen Säbel.
Am 25. Februar erfolgte der russische Gegenangriff, der russische Entsatzangriff begann aus Südwesten, Südosten und Osten. Er bewirkte, dass die Stadt von den Deutschen im Süden nicht mehr gesichert werden musste. Der russische Angriff wurde vor allem gegen die östliche Flanke der deutschen Front geführt, die von der 9. Landwehr-Brigade und der frisch eingetroffenen halben 3. Division gehalten wurde. Diese Einheiten waren jetzt der Armeegruppe Gallwitz unterstellt und marschierten nach südöstlicher Richtung auf Bartniki und ließen die Landwehreinheit in der Gegend um Karwacz zurück. Die freigewordene Lücke sollte nun von dem Reserve-Infanterie-Regiment Nr. 59 gefüllt werden; doch am Dorfrand wurden diese Verbände bereits mit scharfen Feuer der anstürmenden russischen Verbände belegt. Ein Regimentskommandeur der Division Wernitz, der selbst den Aufmarsch der russischen Verbände in Karwacz wahrnahm, wurde zunächst vergeblich aufgefordert von Dobrshankowo zurückzugehen und sich dem linken Flügel der 36. Reserve-Division anzuschließen.
General von Morgen erwirkte daraufhin vom AOK, dass die beiden Divisionen des Korps Zastrow (Division Breugel und Division Wernitz) unter sein Kommando gestellt wurden. Die Befehlsübermittler konnten das abgeschnittene Regiment in Bartniki nicht mehr erreichen, worauf eine Bataillonsfahne des Füsilier-Regiment „Königin Viktoria von Schweden“ (Pommersches) Nr. 34 und zwei Geschützen verloren gingen. Nachdem sich russische Truppen nördlich von Bratniki bedrohlich zwischen der 3. Infanterie-Division und der 1. Reserve-Division vorgeschoben hatten, drohte jetzt der linke Flügel der 1. Reserve-Division umfasst zu werden. Am 27. Februar erfolgte um 11 Uhr der Befehl an die 9. Landwehr-Brigade von Bratniki (Nordost) zum Südwesteingang von Przasnysz zurückzugehen. Obwohl das Sammeln der Regimenter nicht von der russischen Artillerie gestört wurde, musste die Räumung der Höhen bei den Dörfern Smoleń-Poluby schnell durchgeführt werden. Przasnysz musste noch am gleichen Tag von der 1. Res. Div. geräumt werden.

### Deutscher Rückzug
Da die in Willenberg zum Abtransport befindlichen Verstärkungen den Kampfplatz nicht mehr erreichen konnten, entschloss sich General von Morgen das zum Teil in enger Verstrickung liegende I. Reserve-Korps sofort vom Feind zu lösen und den Rückzug einzuleiten. Am Abend des 27. Februar, nach dem Eintreffen an der Dorflinie Smoleń-Poluby vor Kranosielc, erhielt die am weitesten östlich dislozierte 9. Landwehr-Infanterie-Brigade den Befehl zum sofortigen Rückzug auf die Linie Rudno-Jeziorowe. Unter dem Druck des 2. Sibirischen Korps musste das Landwehr-Infanterie-Regiment Nr. 24 die Nachhut von Smoleń-Poluby über Bartniki bilden. Der Rückzug der im südlichen Vorfeld von Przaznyz eingesetzten 36. Reserve-Division unter General Kruge erfolgte dabei unter dem Druck des 1. Sibirischen Korps durch die Stadt nach Norden. Die Geländeschwierigkeiten beim allgemeinen Rückzug des I. Reserve-Korps auf den Ulatowka-Abschnitt waren nur unter schweren Anstrengungen zu überwinden, wurde aber vom linken Flügel her durch das Eingreifen der 6. Kavallerie-Division entlastet. Zwischendurch wurde versucht eine Zwischenstellung aufzubauen und zum Stellungskrieg überzugehen. Doch schon am 28. Februar musste man dem Nachdrängen der sibirischen Korps wieder nachgeben und weiter nach Norden zurückgehen.

## Zweite Angriffsphase
Bereits vom 7. bis zum 9. März wurde ein deutscher Gegenangriff angesetzt, danach beurteilte die OHL die Lage noch optimistisch. Dann machte sich bei der russischen 12. Armee der Druck des XXIII. Armeekorps (General der Infanterie Olochow mit der 3. Garde- und 2. Infanterie-Division) bemerkbar, das aus der Reserve in die Kämpfe eingriff.
Am 14. März gelang es den russischen Truppen das Reserve-Infanterie-Regiment Nr. 24 in der Gegend bei Jednorosyetz zurückzuwerfen und 16 Geschütze zu erbeuten. Der sofort eingeleitete Gegenstoß durch die 36. Division, der 6. Kavallerie-Division und der 11. Reserve-Brigade, sowie weitere noch verfügbaren Teile der 1. Reserve-Division und der 70. Res.-Brigade brachte nur Teilerfolge. Schließlich zerschlug sich für die Deutschen die Hoffnung, die verlorene Stellung oder die verlorenen Geschütze zurückzuerlangen. Die 36. Reserve-Division musste sich vor der russischen Übermacht auf die Linie südlich Mlawa-Chorzele zurückziehen. Bis zum 26. März wurde die alte Ausgangsstellung wieder eingenommen.
Ende März 1915 musste zur Stabilisierung der deutschen Front die 2. Infanterie-Division und die 75. Reserve-Division herangeführt werden. Der Heeresbericht vom 16. Juli 1915 beziffert vom 13. bis zum 23. März 1915 alleine 46 schwere russische Angriffe, 25 bei Tage, 21 bei Nacht. Die russische 12. Armee konnte sich im Raum nördlich Przasnysz bis zum Beginn der deutschen Narew-Offensive Mitte Juli 1915 erfolgreich behaupten.
Die russischen Oberbefehlshaber Großfürst Nikolai Nikolajewitsch und Nikolai Russki mussten jedoch von weiteren Offensiven zur Besetzung Ostpreußens absehen. Zum einen war den Deutschen nach der Winterschlacht in Masuren der Weg in das Baltikum noch offen, zum anderen war bei der Südwestfront nach dem Abflauen der Schlacht in den Karpaten die Lage im russischen Frontbogen in Galizien noch nicht entschieden (siehe Schlacht bei Gorlice-Tarnów).

## Trivia
Zum 100. Jahrestag am 16. Februar 2015 der Schlacht gab es in Przasnysz ein Reenactment mit zahlreichen Statisten.